# Вриони, Илиаз Бей
Илиас Бей Вриони (алб. Iliaz Bej Vrioni; 1882, Берат — 27 марта 1932, Париж) — албанский политик и землевладелец. Его трижды избирали на пост премьер-министра, а также 5 раз на пост министра иностранных дел Албании.

## Биография
Илиас Вриони родился в 1882 году в Берате, в провинции Янина Османской империи. Представитель выдающегося дворянского рода Албании. Сын Мехмета Али-паши Вриони, высоко чиновника в администрации Османской империи. Отец дипломата и переводчика Юсуфа Вриони. 
Илиас Вриони был одним из авторов Декларации независимости Албании, которую подписал 28 ноября 1912 года.
С 19 ноября 1920 — 1 июля 1921 года — Премьер-министр Албании.
С 11 июля 1921 по 16 октября 1921 года — вновь премьер-министр Албании.
С 27 мая 1924 по 10 июня 1924 года — Премьер-министр и министр иностранных дел Албании.
С 30 марта 1924 по 27 мая 1924 года — Министр иностранных дел Албании.
В 1925—1926 годы — Представитель Албании в Париже и Лондоне:
С 12 февраля 1927 по 21 октября 1927 года — Министр иностранных дел Албании.
С 26 октября 1927 по 21 мая 1928 года — Министр иностранных дел Албании и заместитель министра юстиции.
С 11 мая 1928 по 1 сентября 1928 года Министр иностранных дел Албании.
С 5 сентября 1928 по 13 января 1929 года — Министр иностранных дел Албании.
Уйдя в отставку в 1929 году вновь занял пост представителя Албании в Париже и Лондоне.
Илиас Вриони в 1920-х годах получил орден Старшего офицера Почётного легиона Французской республики.
Скончался 17 марта 1932 года в Париже, когда занимал должность представителя Албании в Париже и Лондоне.